# Alessandro Carletti
Alessandro Carletti (* 1982 in Rom) ist ein italienischer Lichtdesigner, der an bedeutenden Opernhäusern arbeitet.
Carletti studierte Fotografie und Malerei, um das Licht zu erforschen – eine Leidenschaft, die aus der Familie herstammt, sein Vater Mario Carletti ist ebenfalls Lichtdesigner. Bereits als Kind verfolgte er die Arbeit seines Vaters in den Produktionen von Carmelo Bene sowie am Teatro Eliseo in Mailand. Er begann als Kameramann beim Fernsehen, war später Assistent von Vincenzo Leoni. Erste Erfahrungen in der Oper machte er beim Rossini Opera Festival in Pesaro unter Anleitung von Mauro Brecciaroli. Bedeutend für seine Karriere wurde die Begegnung mit Guido Levi, mit dem er das Lichtdesign für mehrere Produktionen verantwortete.
Seit 2009 arbeitet Carletti eng mit dem Regisseur Damiano Michieletto und dem Bühnenbildner Paolo Fantin zusammen, die er bislang nach Valencia, Tokyo, Wien, Salzburg, Mailand und London begleitete.

## Wesentliche Produktionen
- 2010 La finta giardiniera, Festival Al Ain, Regie: Italo Nunziata
- 2011 L’italiana in Algeri, Palau de les Arts Reina Sofía (Valencia), Regie: Damiano Michieletto
- 2011 Così fan tutte, NNTT Tokyo, Regie: Damiano Michieletto
- 2011 L’elisir d’amore, Palau de les Arts Reina Sofía (Valencia), Regie: Damiano Michieletto
- 2012 Il trittico, Theater an der Wien, Regie: Damiano Michieletto
- 2012 Don Carlo, Wiener Staatsoper, Regie: Daniele Abbado
- 2013 Falstaff, Salzburger Festspiele, Regie: Damiano Michieletto
- 2013 Nabucco, Teatro alla Scala (Mailand) und Royal Opera House Covent Garden (London), Regie: Daniele Abbado
- 2013 Un ballo in maschera, Teatro alla Scala (Mailand), Regie: Damiano Michieletto
- 2016 Aquagranda, Teatro La Fenice (Venedig), Regie: Damiano Michieletto

## Weblink
- Carlettis Website

| Personendaten    | Personendaten               |
| ---------------- | --------------------------- |
| NAME             | Carletti, Alessandro        |
| KURZBESCHREIBUNG | italienischer Lichtdesigner |
| GEBURTSDATUM     | 1982                        |
| GEBURTSORT       | Rom                         |